# 卡翠娜与波浪乐团
Katrina and the Waves（又译卡翠娜与波浪乐团、卡翠娜與搖擺合唱團），1980年代在英国剑桥成立的流行摇滚乐队，成员有四位，主唱为卡翠娜·勒斯卡尼（Katrina Leskanich）。其前身是70年代后期活跃在英国的波浪乐队（The Waves）和Mama's Cookin'乐队。1998年，卡翠娜因与其他成员有不和而宣布退出该乐团，该乐团此后亦逐渐解散。

## 专辑
- Shock Horror (1983) (以 The Waves 的名称)
- Walking on Sunshine (1983)
- Katrina and the Waves 2 (1984)
- Katrina and the Waves (1985) #28 UK
- Waves (1986) #25 US, #70 UK
- Break of Hearts (1989) #122 US*
- Pet The Tiger (1991)
- Edge of the Land (1993)
- Turnaround (1994)
- Walk on Water (1997)

知名的歌曲有：
- "Walking on Sunshine" (1985)
- "Love Shine a Light"，他们代表英国在1997年欧洲歌唱大赛上演唱并获得冠军的歌曲。

## 其他
2005年（Katrina）袭击美国时，曾有美国新闻节目提到该乐团名称，作为双关语。